# Hochdorf (valkrets)
Wahlkreis Hochdorf är en av de sex valkretsarna i kantonen Luzern i Schweiz. Valkretsarna i Luzern har ingen administrativ funktion, men används för statistiska ändamål. De kan jämföras med distrikten i andra schweiziska kantoner.
Distriktet omfattar Emmen och området norr därom, däribland den södra delen av dalen Seetal med sjön Baldeggersee. Valkretsen har 70 964 invånare. Den folkrikaste är Emmen.

## Kommunikationer
Endast de södra delarna har motorvägsanslutning. Järnvägen Seetalbahn trafikeras av regionaltåg.

## Indelning
Valkretsen består av 13 kommuner:
- Aesch
- Ballwil
- Emmen
- Ermensee
- Eschenbach
- Hitzkirch
- Hochdorf
- Hohenrain
- Inwil
- Rain
- Rothenburg
- Römerswil
- Schongau

Samtliga kommuner i valkretsen är tyskspråkiga.